# Бьеррегор, Ритт
Ютте Ритт Бьеррегор (дат. Jytte Ritt Bjerregaard; 19 мая 1941, Копенгаген — 21 января 2023, Эстербро, Ховедстаден) — датская женщина-политик. Член партии Социал-демократов. Мэр (обер-бургомистр) Копенгагена (2006—2010). Депутат фолькетинга (датского парламента) (1971—1995, 2001—2005), председатель парламентской группы Социал-демократов, член Бильдербергского клуба. Министр продовольствия, сельского хозяйства и рыболовства Дании (2000—2001), министр социальных дел (1979—1981), министр образования (1973, 1975—1978), Европейский комиссар по вопросам окружающей среды (1995—1999).

## Биография
Родилась 19 мая 1941 года в Копенгагене.
В 1971—1995 и 2001—2005 гг. — депутат фолькетинга.
В 1973 году получила портфель министра образования в первом кабинете Йёргенсена.
В 1975—1978 гг. — министр образования во втором кабинете Йёргенсена.
В 1979—1981 гг. — министр социальных дел в четвёртом кабинете Йёргенсена под руководством премьер-министра Анкера Йёргенсена. Ритт Бьеррегор отмечает:
С политической точки зрения задача системы социальных услуг заключается в том, чтобы по возможности разрешать (или по крайней мере загонять вглубь) противоречия и трения, возникающие в обществе… между рабочими и предпринимателями, эксплуататорами и эксплуатируемыми, имущими и неимущими.
В 2000—2001 гг. — министр продовольствия, сельского хозяйства и рыболовства Дании в четвёртом кабинете Расмуссена под руководством премьер-министра Поуля Нюрупа Расмуссена.
Была членом Европейской комиссии по вопросам окружающей среды. Развернула кампанию против проведения Францией ядерных испытаний. В 1995—1999 гг. — Европейский комиссар по вопросам окружающей среды в комиссии Сантера под председательством Жака Сантера.
В 2006—2010 гг. — мэр (обер-бургомистр) Копенгагена.